# ادوارد تروستون
ادوارد تروستون (انگلیسی: Edward Troughton؛ اکتبر ۱۷۵۳ – ۱۲ ژوئن ۱۸۳۵) ستاره‌شناس، و مخترع اهل پادشاهی متحد بریتانیای کبیر و ایرلند بود.
وی همچنین برندهٔ جوایزی همچون همکار انجمن سلطنتی و مدال کاپلی شده‌است.